# René Staar
René Staar (* 30. Mai 1951 in Graz) ist ein österreichischer Komponist, Geiger und Dirigent.

## Leben
Staar komponierte bereits als Kind erste Stücke und erhielt von seinem Vater, dem Geiger und Kapellmeister Josef Steer ersten Musikunterricht. Er besuchte von 1962 bis 1963 die Östermalms Musikskole Stockholm und studierte Musiktheorie bei Walter Wasservogel. Es schloss sich ein Violinstudium bei Franz Samohyl und ab 1965 ein Studium von Harmonielehre und Kontrapunkt an der Universität für Musik und darstellende Kunst Wien an. Im Jahr 1968 absolvierte Staar ein Gaststudium an der Sibelius-Akademie bei Anja Ignatius (Violine) und Izumi Tateno (Klavier). In Helsinki debütierte er auch als Geiger und Pianist. In Wien setzte er seine Ausbildung bei Alfred Uhl (Komposition), Erich Urbanner (Zwölftonmusik) und Francesco Valdambrini (Neue Musik) fort und begann 1972 ein Dirigierstudium bei Hans Swarowsky und Karl Österreicher. Ab 1977 nahm er Meisterkurse bei Nathan Milstein in Zürich und absolvierte bei 1981 ein postgraduelles Studium bei Roman Haubenstock-Ramati, weitere Impulse erhielt er durch Leonard Bernstein.
Seit 1974 war Staar Assistent seines Lehrers Franz Samohyl. 1979 gründete er das Trio des Trois Mondes, das bis 1981 existierte. Als Geiger trat er unter anderem mit den Wiener Symphonikern auf, unternahm Konzertreisen in die Schweiz, die Niederlande und die Vereinigten Staaten und spielte mit dem ORF Symphonieorchester die Uraufführung von Robert Schollums Violinkonzert.
Seit Anfang der 1980er Jahre arbeitete Staar als Solist mit dem Ensemble 20. Jahrhundert zusammen, mit dem er bei einer Konzertreise durch Schweden 1986 seine Komposition Fragmente eines Traumspiels aufführte. Im gleichen Jahr wurde er für seine Komposition Just an Accident? A Requiem for Anton Webern and Other Victims of the Absurd mit dem Ernst-Krenek-Preis der Stadt Wien ausgezeichnet. Seit 1987 war er Mitglied der Wiener Streichersolisten, von 1990 bis 1994 als deren Geschäftsführer.
Mit Eugene Hartzell und Erik Freitag gründete er im Jahr 1987 das Ensemble Wiener Collage, das sich der Interpretation zeitgenössischer Werke insbesondere österreichischer Komponisten widmet. Im Jahr 1988 wurde er Mitglied des Orchesters der Wiener Staatsoper. Mit dem Ensemble Wiener Collage führte er 1991 Kompositionen von Mozart und zeitgenössischen Komponisten in Japan und den Vereinigten Staaten auf.
Im Jahr 1994 wurde Staar Gastprofessor an der Universität für Musik und darstellende Kunst in Graz. Mit dem neugegründeten Klavierquintett Wien-Paris trat er erstmals im Jahr 1996 gemeinsam mit dem Pianisten Roger Muraro auf. Im Jahr 1999 wurde das gemeinschaftliche Bühnenwerk Da Capo al Capone von Dieter Kaufmann und Ulrich Kaufmann, Erik Freitag, Georg Amanshauser, Amy Leverenz, Eugene Hartzell und Staar uraufgeführt. Zum ersten Mal in ihrer über 170-jährigen Geschichte erteilten die Wiener Philharmoniker einen Kompositionsauftrag an eines ihrer Mitglieder: Am 17. Mai 2014 wurde Staars Orchesterwerk Time Recycling unter Leitung von Semjon Bytschkow im Goldenen Saal des Wiener Musikvereins uraufgeführt, am 23. und 24. August 2014 wurde das Werk unter Leitung von Gustavo Dudamel bei den Salzburger Festspiele vorgestellt, beide Male durchaus mit Erfolg.

## Auszeichnungen
- 1986: Ernst-Krenek-Preis der Stadt Wien
- 2004: Verleihung des Professoren-Titels
- 2014: Großes Verdienstzeichen des Landes Salzburg[3]

## Werke (Auswahl)

### Ensemblemusik
- Jeux I – Duo für Violine und Viola, op. 1 (1976); UA 1994 Eisenstadt[4]
- Structures III – Quartett für zwei Violinen, Viola und Violoncello, op. 7/3 (1981); UA 1990 Jugendstiltheater am Steinhof[4]
- Structures V – Trio für Klarinette, Klavier und Violine, op. 7/5 (1982); UA 1982 Wiener Neustadt[4]
- Movimientos para Don José Haydn – Version für 2 Klaviere, op. 8 (1983); UA 1983[4]
- Epilogue to „Just an accident?“ – Duo für Klavier und Violine, op. 9 (1983); UA 1984 Wien[4]
- Divertissement Suisse No. 1 – für Klarinettentrio, op. 10/1 (1983)[4]
- Le diable se transforme en un ange et il danse une valse seduisante – Duo für Klavier und Violoncello, op. 10/2 (1984); UA 1991 Los Angeles[4]
- Minuit á la perle du lac - un ciel étoilé – Duo für Klavier und Violine, op. 10/2 (1984); UA Wien[4]
- Da stehn wir mit Spiegeln … und fangen auf I – Duo für Oboe und Klavier, op. 15 Nr. 1 (1985); UA Wien[4]
- Miniaturen – Duo für Violinen, op. 26 (1989)[4]
- Colliding Movements – Quartett für Flöte, Horn, Klavier und Viola, op. 21/1 (1989–1990)[4]
- Versunkene Träume – Sechs Skizzen für Streichquartett, op. 22c (1993); UA 1993 Musikverein Wien[4]
- Divertissement Suisse No. 5 – Trio für Flöte, Viola und Harfe, op. 10 Nr. 5 (1994); UA 1994 Puchberg[4]
- Studie in verschiedenen Bewegungsmustern – Duo für Violoncello und Kontrabass, op. 27 IIB1 (1994); UA Wien[4]
- Adagio in Gedenken an Nino Lo Bello – Quintett für Violine, Cello, Klarinette, Horn und Klavier, op. 32 (1997); UA Wien[4]
- Monumentum pro Thomas Alva Edison Erectum A.D.MIIM – Trio für Violine, Viola und Violoncello, op. 34/1 (1998); UA Lissabon, Festival der Neuen Musik[4]
- 60 mal Sigrid Wiesmann – Duo für Klavier und Celesta, op. 14 Nr. 8 (2001)[4]
- Morgengabe – Duo für Klavier und Violoncello, op. 14 Nr. 9 (2002); UA[4]
- Der Tag nach dem Regen – Septett für Flöte (1), Klarinette, Klavier, Akkordeon, Violine, Viola und Violoncello mit Solosprecher nach Texten von Fernando Pessoa, op. 22i (2006); UA 2006 Tokyo (Japan)[4]
- P. B. forever – für Kammerorchester mit drei Klarinetten, drei Violinen, zwei Violen, zwei Hörnern, Flöte, Klavier und Violoncello, op. 14/10 (2009); UA 2009[4]
- 5mal5 kurze Intermezzi – Duo für Klaviere vierhändig, op. 22j (2011–2012)[4]
- Prolog eines Namenlosen – Dramatischer Monolog für Kammerorchester mit Solostimme Bassbariton, op. 22m (2012); UA 2015 Wiener Konzerthaus[4]

### Solomusik
- Structures II – für Klaviersolo, op. 7/2 (1981); UA 1982 Wiener Neustadt[4]
- 10 Studies to „Just An Accident?“ – für Klaviersolo, op. 9 (1983)[4]
- Chambardement á l’éveil de noël – Bearbeitung eines Satzes aus dem Divertissement Suisse No. 2, für Klaviersolo (1984)[4]
- Minuit á la perle du lac - un ciel étoilé – Arrangement eines Satzes aus dem Divertissement Suisse No. 2, für Klaviersolo op. 10 (1984); UA 1987 London Royal Academy[4]
- Sitzchen (Ernst Krenek zum 85. Geburtstag) – für Klaviersolo, op. 14/1 (1985); UA 1988 Santa Barbara, University of California[4]
- Ständchen (Ernst Krenek zum 85. Geburtstag) – für Violinensolo, op. 14/1a (1985); UA 1985 Carinthischer Sommer[4]
- Da stehn wir mit Spiegeln … und fangen auf II – für Englischhornsolo, op. 15 Nr. 2 (1985); UA 1988 Wien[4]
- Vision „Kosmos“ – für Orgelsolo, op. 17 Nr. 1 (1986–1987)[4]
- Drei Studien verträumter Augenblicke – für Flötensolo, op. 16 (1987)[4]
- Canones in mutationes – für laviersolo, op. 14/7 (1988)[4]
- Bagatellen auf den Namen György Ligeti – für Klaviersolo, op. 14/3 (1989, ÜA 1996); UA[4]
- Minotaurus-Studie – für Violinensolo, op. 23a (1991); UA 1991 Wien[4]
- Perspektiven paralleler und gegenläufiger Prozesse I – für Oboensolo, op. 29 | Nr. 1 (2008); UA 2008 Wien, Arnold Schönberg Center[4]

### Orchestermusik
- Just an accident? – A requiem for Anton Webern and other victims of the absurd, op. 9 (1985); UA 1986 New Orleans[4]
- Europafanfaren – für Blasorchester, op. 28 (1994); UA 1994 Wien[4]
- Klischees – für großes Orchester, op. 22e (1995–2003)[4]
- Descendances imaginaires – für Kammerorchester, op. 22f (2000); UA 2000[4]
- Time Recycling – für Orchester, op. 22n (2013); UA 2014 Musikverein Wien[4]